# ارتم کراوتس
ارتم کراوتس (اوکراینی: Артем Анатолійович Кравець؛ زادهٔ ۳ ژوئن ۱۹۸۹) بازیکن فوتبال اهل اوکراین است.
از باشگاه‌هایی که در آن بازی کرده‌است می‌توان به دینامو کی‌یف، آرسنال کی‌یف، اشتوتگارت، گرانادا، قیصریه‌اسپور و قونیه‌اسپور اشاره کرد.
وی همچنین در تیم‌های ملی فوتبال زیر ۱۷ سال اوکراین، زیر ۱۸ سال اوکراین، زیر ۱۹ سال اوکراین، زیر ۲۱ سال اوکراین و اوکراین بازی کرده‌است.